# Городня (Конаковський район)
Городня (рос. Городня) — село в Конаковському районі Тверської області Російської Федерації.
Населення становить 1387 осіб. Входить до складу муніципального утворення Городенське сільське поселення.

## Історія
Від 2005 року входить до складу муніципального утворення Городенське сільське поселення.

## Населення
| 1859 | 1886  | 1992  | 2002  | 2010  |
| ---- | ----- | ----- | ----- | ----- |
| 1025 | ↗1229 | ↗1593 | ↗1597 | ↘1387 |